# Дървеницов салеп
Дървеницов салеп (Orchis coriophora) е вид грудкова орхидея.

## Описание
Грудково растение с височина 15 – 40 см. Листата са 4 – 7 на брой. Устната е ясно триделна, като средния дял и продълговат и целокраен, а страничните ромбични. Шпората е конична, ориентирана налоду.

## Разпространение
В България се среща в Странджа. Видът не е защитен.